# 숀 플린
숀 플린(Sean Flynn, 1989년 7월 14일 ~ )은 미국의 배우이다.

## 출연 작품
- 로빈 후드의 마지막 스캔들 (2013)
- 햇필드 앤 맥코이: 배드 블러드 (2012)
- 스코츠드 (2003)
- 알렉스 인 원더 (2001)
- 어코딩 투 스펜서 (2001)
- 사이먼 버치 (1998)